# 阿拉伯乐器
阿拉伯乐器大致可分为三类：弦乐器、管乐器和打击乐器。它们都由阿拉伯地区的古代文明演变而来。

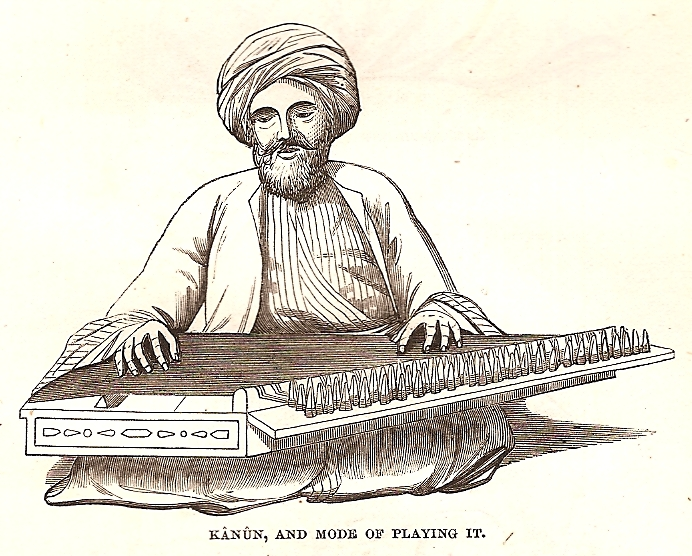
1859年于耶路撒冷绘制的卡农琴演奏者的画

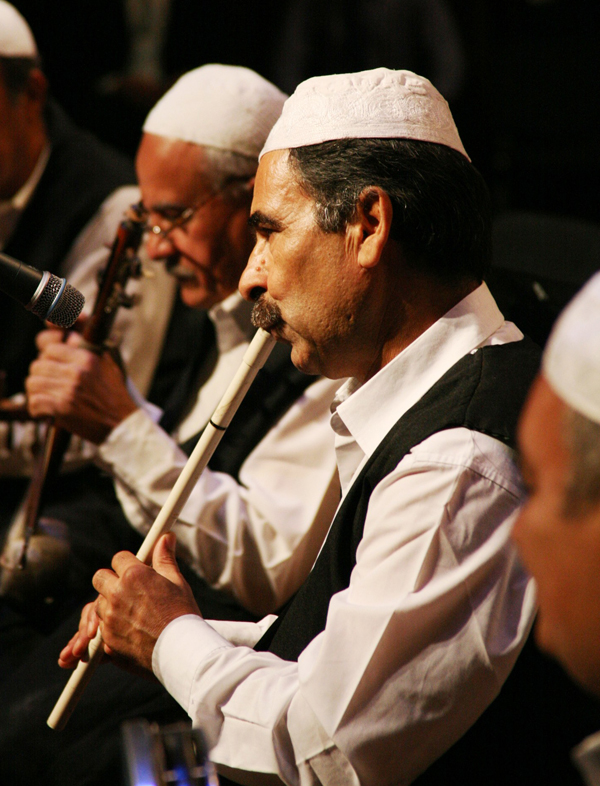
伊拉克民间剧团的传统笛演奏者

## 弦乐器

### 拨弦乐器
- 乌德琴
- 阿拉伯六弦琵琶（Qanbūs）
- 布祖克琴（英语：Bouzouki）
- Sintir
- 西米亚琴（Simsimiyya）
- 基瑟琴（Kissar）
- 阿拉伯坦布拉琴（英语：Tanbura）（Tanbūra，与弹拨尔同源）
- 萨兹琴（英语：Bağlama）（Saz/Bağlama）

### 击弦乐器
- 卡农琴（英语：Qanun）（在新疆被称为卡龙琴）
- 桑图尔琴

### 擦弦乐器
- 卡曼恰琴（英语：Kamencheh）（科曼切琴（英语：Kemençe））
- 拉巴卜琴（英语：Rebab）

## 管乐器

### 边棱音管乐器（笛类乐器）
- 奈伊笛（英语：Ney）
- 卡瓦拉笛（英语：Kawala）（kāwālā）

### 簧管乐器
- Mizmar
- Arghul
- Mijwiz
- Mizwad

### 唇管乐器
- Nafir（与唢呐同源）

## 打击乐器

### 鼓和框鼓
- 达甫
- Bendir（一种框鼓）
- Dumbaki
- Taarija
- Tar (drum)（一种框鼓）
- Mirwas
- 纳格拉鼓（英语：Naqareh）
- Tbilat
- Al-ras
- Mazhar

### 其他打击乐器
- Turah
- Krakebs
- Hawan
- Manjur
- Mihbaj